# Золотоверхий Іван Демидович
Іван Демидович Золотоверхий (27 вересня 1905 село Тарандинці Полтавської губернії, тепер Лубенського району Полтавської області — 8 грудня 1978, місто Київ) — український історик, культуролог, книгознавець, бібліограф,  педагог, директор Київського педінституту імені О. М. Горького. Кандидат історичних наук (1950).

## Біографія
Народився 27 вересня 1905 року в селянській родині. Навчався у двокласній, потім семикласній сільській школі. У 1922 році був одним із організаторів осередку комсомолу в селі Тарандинцях.
У 1923—1925 роках — піонервожатий, вихователь-практикант дитячих будинків Полтавської губернії.
У 1925—1927 роках — бібліотекар при Тарандинцівському районному сільському будинку, завідувач Оржицького районного сільського будинку, завідувач політосвітнього відділу ЛКСМУ та районний інспектор політосвіти в селі  Оржиця на Полтавщині.
У 1927—1929 роках — служба в Червоній армії: червоноармієць 225-го стрілецького полку, навчання на курсах підготовки до вузу.
Член ВКП(б) з 1928 року.
У 1929—1933 роках — навчання на бібліотечному факультеті політосвіти  Харківського інституту професійної освіти(Всеукраїнський інститут комуністичної освіти).
Одночасно в 1930—1933 роках — завідувач Центрального бібліотечно-книжкового колектору Народного комісаріату освіти УСРР.
У 1933—1936 роках — завідувач бібліотеки палацу культури при тепловозобудівному заводі імені Жовтневої революції міста Ворошиловграда.
У 1936—1938 роках — директор Центральної міської бібліотеки міста Ворошиловграда, паралельно викладав західноєвропейську літературу у Ворошиловградському педагогічному інституті імені Т. Г. Шевченка.
У 1938—1939 роках — інструктор культосвітнього відділу ЦК КП(б)У в Києві.
У лютому 1939 — 1941 року — секретар Сумського обласного комітету КП(б)У із пропаганди та агітації.
У 1941 році брав участь у підготовці радянського партизанського руху опору на Сумщині. Наприкінці 1941 року евакуйований до Мордовської АРСР.
У 1942—1943 роках — завідувач інструкторського відділу Саранського міського комітету ВКП(б) Мордовської АРСР, 1-й секретар Ромодановського районного комітету ВКП(б) Мордовської АРСР, директор курсів ЦК КП(б)У в евакуації.
У 1943 — квітні 1944 року — секретар Сумського обласного комітету КП(б)У із пропаганди та агітації.
З квітня 1944 по листопад 1946 року — відповідальний секретар Президії Спілки радянських письменників України.
У 1944 році — завідувач сектору агітації відділу пропаганди та агітації ЦК КП(б)У. У квітні 1944 — вересні 1945 року — в.о. заступника, заступник завідувача відділу пропаганди та агітації ЦК КП(б)У по культурі.
У вересні 1945 — серпні 1946 року — завідувач відділу літератури та мистецтва Управління агітації та пропаганди ЦК КП(б)У. У серпні 1946—1948 роках — завідувач відділу культури Управління агітації та пропаганди ЦК КП(б)У.
У серпні 1948 — січні 1951 року — директор Публічної бібліотеки АН УРСР.
1950 року став кандидатом історичних наук, дисертація на тему: «Борьба КП(б)У за культурную революцию на Украине в годы перехода на мирную работу по восстановлению народного хозяйства (1921—1925 гг.)».
У січні 1951—1956 роках — директор Київського педагогічного інституту імені О. М. Горького, старший викладач та завідувач кафедри історії СРСР.
У 1956—1960 роках — доцент кафедри історії Київського державного університету У імені Т. Г. Шевченка.
З 1961 року — персональний пенсіонер.
У 1961—1968 роках — доцент кафедри історії Київського філіалу заочного відділу Харківського державного бібліотечного інституту, завідувач кафедри суспільних наук.
У 1968—1972 роках — доцент кафедри історії Київського державного інституту культури імені О. Є. Корнійчука.
Помер 8 грудня 1978 року, похований на Берковецькому цвинтарі міста Києва.

## Наукова діяльність
Наукова діяльність І. Д. Золотоверхого присвячена проблемі культурного будівництва в Україні у 20-60-х рр. 20 ст.
Один з ініціаторів заснування Українського товариства охорони пам'ятників історії у культури (1966)

## Основні праці
- «До питання про диференційоване культурне обслуговування» // Бібліотека в соціалістичному будівництві. — 1934. — № 5.
- «З досвіду самоосвітньої роботи бібліотеки Луганського паровозобудівельного заводу» // Бібліотека в соціалістичному будівництві. — 1934. — № 7.
- «До методики складання національної бібліографії» // Радянська бібліотека — 1937. — № 9
- «3 історії Луганської бібліотеки» // Радянська бібліотека — 1938. — № 4.
- «Розквіт української радянської культури». — К., 1947.
- «Культурне будівництво на Україні за 30 років» // Радянська Україна. — 1948. — 17 січня
- «Розвиток радянської книги на Україні» // Культурно-освітня робота. — 1948. — № 5.
- «Бібліографічні видання Харківської державної наукової бібліотеки ім. В. Короленка» // Культурно-освітня робота. — 1949. — № 5.
- «Бібліографія — могутній засіб пропаганди книги» // Радянська Україна. — 1949. — 22 березня
- "Бібліотека і книга: як користуватись бібліотекою: посіб.для читачів. — К., 1949. — у співавторстві.
- «3 історії чудової книги: („Путешествие из Петербурга в Москву“ О. М. Радищева)» // Радянська Україна. — 1949. — 1 вересня.
- «Произведения Й. В. Сталина на украинском и белорусском языках» // Советская книга. — 1949. — № 12.
- "Проти космополітичної брехні та наклепів на українську радянську літературу: (Про біобібліографічний словник української літератури Л. Хінкулова) // Більшовик України. –1949. — № 4.
- «Розквіт соціалістичної культури Радянської України» // Культурно-освітня робота. — 1949. — № 10.
- «Українська радянська книга 1948 року» // Вітчизна. — 1949. — № 4.
- «Українська радянська книга 1949 року» // Вітчизна. — 1950. — № 5.
- «В. І. Ленін і Й. В. Сталін про радянську соціалістичну культуру». — К., 1952.
- «Перші заходи Радянської влади на Україні в галузі культурного будівництва (листопад 1917 — лютий 1918 рр.)» // Наукові записки Київського державного педагогогічного інституту ім. О. М. Горького, 1956. — Т. 23.
- «Розвиток Української радянської соціалістичної культури». — К., 1957.
- «3 історії початку культурної революції на Україні» // Дукля: альманах.– Пряшев (Чехословаччина),1958. — № 2
- «Из истории культурного строительства на Украине в 1917—1918 гг.» // Учёные записки Института повышения квалификации преподавателей общественых наук при КГУ. — К., 1958. — Т. 1.
- «Радянська культура і завдання ідейно-політичного та естетичного виховання молоді» // Радянська культура. — 1958. — 21 грудня.
- «Становлення української радянської культури (1917—1920 рр.)». — К., 1961.
- «Історія радянської культури: короткий нарис» — К., 1966.

## Нагороди
- медаль «Партизану Вітчизняної війни» І ступеня;
- медаль «За доблесну працю у Великій Вітчизняній війні 1941—1945 рр.»
- «Ветеран праці»;
- медаль «20 років Перемоги у Великій Вітчизняній війні».